# T busz (Szolnok)
A szolnoki T jelzésű autóbuszok a Várkonyi tér és a Téglagyári úti Tesco áruház között közlekedtek, a Vásárcsarnok, az Autóbusz-állomás és a Jubileum tér érintésével. A járat ingyenesen szállította az utasokat. A hipermarket nyitása, 2006. január 24. óta közlekedett.

## Útvonala
A járat menetideje 13 perc volt.

## Külső hivatkozások
- A járat menetrendje a Jászkun Volán honlapján
- A járat jelenlegi helyzete a Jászkun Volán intelligens utastájékoztató rendszerében